# Grup de Carnot
En matemàtiques, un grup de Carnot és un grup de Lie nilpotent simplement connex, juntament amb la derivació de la seva àlgebra de Lie tal que el subespai de valor propi igual a 1 genera l'àlgebra de Lie. Al subfibrat del fibrat tangent associat a aquest espai propi se l'anomena horitzontal. En un grup de Carnot, qualsevol norma en el subfibrat horitzontal dona lloc a una mètrica de Carnot–Carathéodory. Les mètriques de Carnot–Carathéodory tenen dilacions mètriques; són cons asimptòtics de grups nilpotents finitament generats, i de grups de Lie nilpotents, així com cons tangents de varietats subriemannianes.

## Definició formal i propietats bàsiques
Un grup de Carnot (o estratificat) de {\displaystyle k} passos és un grup de Lie connex, simplement connex i de dimensió finita, l'àlgebra de Lie del qual {\displaystyle {\mathfrak {g}}} admet una estratificació de {\displaystyle k} passos. És a dir, existeixen subespais lineals no trivials {\displaystyle V_{1},\cdots ,V_{k}} tals que 
{\displaystyle {\mathfrak {g}}=V_{1}\oplus \cdots \oplus V_{k}}, {\displaystyle [V_{1},V_{i}]=V_{i+1}} per {\displaystyle i=1,\cdots ,k-1}, i {\displaystyle [V_{1},V_{k}]=\{0\}}.
Noti's que aquesta definició implica que el primer estrat {\displaystyle V_{1}} genera tota l'àlgebra de Lie {\displaystyle {\mathfrak {g}}}.
La funció exponencial és un difeomorfsme de {\displaystyle {\mathfrak {g}}} a {\displaystyle G}. Utilitzant aquestes coordenades exponencials, es pot identificar {\displaystyle G} amb {\displaystyle (\mathbb {R} ^{n},\star )}, on {\displaystyle n=\dim V_{1}+\cdots +\dim V_{k}} i l'operació {\displaystyle \star } venen donats per la fórmula de Baker–Campbell–Hausdorff.
De vegades convé més escriure un element {\displaystyle z\in G} com
{\displaystyle z=(z_{1},\cdots ,z_{k})} amb {\displaystyle z_{i}\in \mathbb {R} ^{\dim V_{i}}} per {\displaystyle i=1,\cdots ,k}.
La raó d'això és que {\displaystyle G} té una operació de dilació intrínseca {\displaystyle \delta _{\lambda }:G\to G} donada per
{\displaystyle \delta _{\lambda }(z_{1},\cdots ,z_{k}):=(\lambda z_{1},\cdots ,\lambda ^{k}z_{k})}.

## Exemples
El Grup de Heisenberg sobre el cos dels nombres reals és un grup de Carnot que es pot veure com un model pla dins de la geometria sub-riemanniana igual que l'espai euclidià dins de la geometria riemanniana. El grup d'Engel també és un grup de Carnot.

## Història
Els grups de Carnot van ser introduïts, sota aquest nom per Pierre Pansu (1982 i 1989) i a John Mitchell (1985). Tanmateix, el concepte havia estat introduït abans per Gerard Folland (1975), sota el nom de grup estratificat.